# Campeonato Norte-Americano de Patinação Artística no Gelo
O Campeonato Norte-Americano de Patinação Artística no Gelo (em inglês:  North American Figure Skating Championships) foi uma competição internacional de patinação artística no gelo de nível sênior, disputada por patinadores dos Estados Unidos e do Canadá. A competição era organizada pela Associação dos Estados Unidos de Patinação Artística no Gelo e Associação Canadense de Patinação Artística no Gelo, e foi disputada a cada dois anos, e teve sua primeira edição disputada em 1923, e a última em 1971.

## Edições
| Ano          | Edição | Cidade sede  | País           | Sênior | Sênior | Sênior | Sênior | Sênior |
| Ano          | Edição | Cidade sede  | País           | M      | F      | P      | D      | Q      |
| ------------ | ------ | ------------ | -------------- | ------ | ------ | ------ | ------ | ------ |
| 1923         | 1.ª    | Ottawa       | Canadá         | •      | •      | •      | –      | •      |
| 1925         | 2.ª    | Boston       | Estados Unidos | •      | •      | •      | –      | –      |
| 1927         | 3.ª    | Toronto      | Canadá         | •      | •      | •      | –      | –      |
| 1929         | 4.ª    | Boston       | Estados Unidos | •      | •      | •      | –      | –      |
| 1931         | 5.ª    | Ottawa       | Canadá         | •      | •      | •      | –      | •      |
| 1933         | 6.ª    | Nova Iorque  | Estados Unidos | •      | •      | •      | –      | •      |
| 1935         | 7.ª    | Montreal     | Canadá         | •      | •      | •      | –      | •      |
| 1937         | 8.ª    | Boston       | Estados Unidos | •      | •      | •      | –      | •      |
| 1939         | 9.ª    | Toronto      | Canadá         | •      | •      | •      | –      | •      |
| 1941         | 10.ª   | Filadélfia   | Estados Unidos | •      | •      | •      | –      | •      |
| 1945         | 11.ª   | Nova Iorque  | Estados Unidos | –      | •      | –      | –      | –      |
| 1947         | 12.ª   | Ottawa       | Canadá         | •      | •      | •      | •      | –      |
| 1949         | 13.ª   | Filadélfia   | Estados Unidos | •      | •      | •      | •      | •      |
| 1951         | 14.ª   | Calgary      | Canadá         | •      | •      | •      | •      | –      |
| 1953         | 15.ª   | Cleveland    | Estados Unidos | •      | •      | •      | •      | –      |
| 1955         | 16.ª   | Regina       | Canadá         | •      | •      | •      | •      | –      |
| 1957         | 17.ª   | Rochester    | Estados Unidos | •      | •      | •      | •      | –      |
| 1959         | 18.ª   | Toronto      | Canadá         | •      | •      | •      | •      | –      |
| 1961         | 19.ª   | Filadélfia   | Estados Unidos | •      | •      | •      | •      | –      |
| 1963         | 20.ª   | Vancouver    | Canadá         | •      | •      | •      | •      | –      |
| 1965         | 21.ª   | Rochester    | Estados Unidos | •      | •      | •      | •      | –      |
| 1967         | 22.ª   | Montreal     | Canadá         | •      | •      | •      | •      | –      |
| 1969         | 23.ª   | Oakland      | Estados Unidos | •      | •      | •      | •      | –      |
| 1971         | 24.ª   | Peterborough | Canadá         | •      | •      | •      | •      | –      |
| Referências: |        |              |                |        |        |        |        |        |

## Lista de medalhistas

### Individual masculino
| Evento                       | Ouro                                      | Prata                                     | Bronze                                    |
| Ottawa 1923 (detalhes)       | Sherwin Badger · Estados Unidos           | Melville Rogers · Canadá                  | nenhum outro competidor                   |
| Boston 1925 (detalhes)       | Melville Rogers · Canadá                  | Nathaniel Niles · Estados Unidos          | nenhum outro competidor                   |
| Toronto 1927 (detalhes)      | Melville Rogers · Canadá                  | Sherwin Badger · Estados Unidos           | Montgomery Wilson · Canadá                |
| Boston 1929 (detalhes)       | Montgomery Wilson · Canadá                | Roger Turner · Estados Unidos             | Frederick Goodridge · Estados Unidos      |
| Ottawa 1931 (detalhes)       | Montgomery Wilson · Canadá                | James Madden · Estados Unidos             | Gail Borden · Estados Unidos              |
| Nova Iorque 1933 (detalhes)  | Montgomery Wilson · Canadá                | J. Lester Madden · Estados Unidos         | Robin Lee · Estados Unidos                |
| Montreal 1935 (detalhes)     | Montgomery Wilson · Canadá                | Robin Lee · Estados Unidos                | J. Lester Madden · Estados Unidos         |
| Boston 1937 (detalhes)       | Montgomery Wilson · Canadá                | Roger Turner · Estados Unidos             | Ralph McCreath · Canadá                   |
| Toronto 1939 (detalhes)      | Montgomery Wilson · Canadá                | Robin Lee · Estados Unidos                | Ralph McCreath · Canadá                   |
| Filadélfia 1941 (detalhes)   | Ralph McCreath · Canadá                   | Eugene Turner · Estados Unidos            | William Grimditch · Estados Unidos        |
| Nova Iorque 1945             | Não houve disputa do individual masculino | Não houve disputa do individual masculino | Não houve disputa do individual masculino |
| Ottawa 1947 (detalhes)       | Dick Button · Estados Unidos              | James Grogan · Estados Unidos             | Wallace Diestelmeyer · Canadá             |
| Filadélfia 1949 (detalhes)   | Dick Button · Estados Unidos              | James Grogan · Estados Unidos             | Hayes Alan Jenkins · Estados Unidos       |
| Calgary 1951 (detalhes)      | Dick Button · Estados Unidos              | James Grogan · Estados Unidos             | Hayes Alan Jenkins · Estados Unidos       |
| Cleveland 1953 (detalhes)    | Hayes Alan Jenkins · Estados Unidos       | Peter Firstbrook · Canadá                 | Ronnie Robertson · Estados Unidos         |
| Regina 1955 (detalhes)       | Hayes Alan Jenkins · Estados Unidos       | David Jenkins · Estados Unidos            | Charles Snelling · Canadá                 |
| Rochester 1957 (detalhes)    | David Jenkins · Estados Unidos            | Charles Snelling · Canadá                 | Tim Brown · Estados Unidos                |
| Toronto 1959 (detalhes)      | Donald Jackson · Canadá                   | Tim Brown · Estados Unidos                | Robert Brewer · Estados Unidos            |
| Filadélfia 1961 (detalhes)   | Donald Jackson · Canadá                   | Bradley Lord · Estados Unidos             | Gregory Kelley · Estados Unidos           |
| Vancouver 1963 (detalhes)    | Donald McPherson · Canadá                 | Thomas Litz · Estados Unidos              | Scott Allen · Estados Unidos              |
| Rochester 1965 (detalhes)    | Gary Visconti · Estados Unidos            | Scott Allen · Estados Unidos              | Donald Knight · Canadá                    |
| Montreal 1967 (detalhes)     | Donald Knight · Canadá                    | Scott Allen · Estados Unidos              | Gary Visconti · Estados Unidos            |
| Oakland 1969 (detalhes)      | Tim Wood · Estados Unidos                 | Jay Humphry · Canadá                      | John Misha Petkevich · Estados Unidos     |
| Peterborough 1971 (detalhes) | John Misha Petkevich · Estados Unidos     | Toller Cranston · Canadá                  | Ken Shelley · Estados Unidos              |

### Individual feminino
| Evento                       | Ouro                                    | Prata                              | Bronze                                  |
| Ottawa 1923 (detalhes)       | Theresa Weld Blanchard · Estados Unidos | Beatrice Loughran · Estados Unidos | Dorothy Jenkins · Canadá                |
| Boston 1925 (detalhes)       | Beatrix Loughran · Estados Unidos       | Cecil Smith · Canadá               | Theresa Weld Blanchard · Estados Unidos |
| Toronto 1927 (detalhes)      | Beatrix Loughran · Estados Unidos       | Constance Wilson · Canadá          | Cecil Smith · Canadá                    |
| Boston 1929 (detalhes)       | Constance Wilson · Canadá               | Maribel Vinson · Estados Unidos    | Suzanne Davis · Estados Unidos          |
| Ottawa 1931 (detalhes)       | Constance Wilson · Canadá               | Elizabeth Fisher · Canadá          | Mrs. Frederick Secord · Estados Unidos  |
| Nova Iorque 1933 (detalhes)  | Constance Wilson-Samuel · Canadá        | Cecil Gooderham · Canadá           | Suzanne Davis · Estados Unidos          |
| Montreal 1935 (detalhes)     | Constance Wilson-Samuel · Canadá        | Maribel Vinson · Estados Unidos    | Suzanne Davis · Estados Unidos          |
| Boston 1937 (detalhes)       | Maribel Vinson · Estados Unidos         | Veronica Clarke · Canadá           | Eleanor O'Meara · Canadá                |
| Toronto 1939 (detalhes)      | Mary Rose Thacker · Canadá              | Joan Tozzer · Estados Unidos       | Norah McCarthy · Canadá                 |
| Filadélfia 1941 (detalhes)   | Mary Rose Thacker · Canadá              | Eleanor O'Meara · Canadá           | Norah McCarthy · Canadá                 |
| Nova Iorque 1945 (detalhes)  | Barbara Ann Scott · Canadá              | Gretchen Merrill · Estados Unidos  | Janette Ahrens · Estados Unidos         |
| Ottawa 1947 (detalhes)       | Barbara Ann Scott · Canadá              | Janette Ahrens · Estados Unidos    | Yvonne Sherman · Estados Unidos         |
| Filadélfia 1949 (detalhes)   | Yvonne Sherman · Estados Unidos         | Marlene Smith · Canadá             | Virginia Baxter · Estados Unidos        |
| Calgary 1951 (detalhes)      | Sonya Klopfer · Estados Unidos          | Suzanne Morrow · Canadá            | Tenley Albright · Estados Unidos        |
| Cleveland 1953 (detalhes)    | Tenley Albright · Estados Unidos        | Carol Heiss · Estados Unidos       | Barbara Gratton · Canadá                |
| Regina 1955 (detalhes)       | Tenley Albright · Estados Unidos        | Carol Heiss · Estados Unidos       | Patricia Firth · Estados Unidos         |
| Rochester 1957 (detalhes)    | Carol Heiss · Estados Unidos            | Carole Jane Pachl · Canadá         | Joan Schenke · Estados Unidos           |
| Toronto 1959 (detalhes)      | Carol Heiss · Estados Unidos            | Lynn Finnegan · Estados Unidos     | Nancy Heiss · Estados Unidos            |
| Filadélfia 1961 (detalhes)   | Laurence Owen · Estados Unidos          | Wendy Griner · Canadá              | Sonia Snelling · Canadá                 |
| Vancouver 1963 (detalhes)    | Wendy Griner · Canadá                   | Petra Burka · Canadá               | Shirra Kenworthy · Canadá               |
| Rochester 1965 (detalhes)    | Petra Burka · Canadá                    | Peggy Fleming · Estados Unidos     | Valerie Jones · Canadá                  |
| Montreal 1967 (detalhes)     | Peggy Fleming · Estados Unidos          | Valerie Jones · Canadá             | Tina Noyes · Estados Unidos             |
| Oakland 1969 (detalhes)      | Janet Lynn · Estados Unidos             | Karen Magnussen · Canadá           | Linda Carbonetto · Canadá               |
| Peterborough 1971 (detalhes) | Karen Magnussen · Canadá                | Janet Lynn · Estados Unidos        | Suna Murray · Estados Unidos            |

### Duplas
| Evento                       | Ouro                                                      | Prata                                                     | Bronze                                                |
| Ottawa 1923 (detalhes)       | Dorothy Jenkins · A.G. McClennan · Canadá                 | Theresa Weld Blanchard · Nathaniel Niles · Estados Unidos | Channing Frothingham · Charles Rotch · Estados Unidos |
| Boston 1925 (detalhes)       | Theresa Weld Blanchard · Nathaniel Niles · Estados Unidos | Gladys Rogers · Melville Rogers · Canadá                  | nenhum outro competidor                               |
| Toronto 1927 (detalhes)      | Marion McDougall · Chauncey Bangs · Canadá                | Theresa Weld Blanchard · Nathaniel Niles · Estados Unidos | Constance Wilson · Montgomery Wilson · Canadá         |
| Boston 1929 (detalhes)       | Constance Wilson · Montgomery Wilson · Canadá             | Theresa Weld Blanchard · Nathaniel Niles · Estados Unidos | Maribel Vinson · Thornton Coolidge · Estados Unidos   |
| Ottawa 1931 (detalhes)       | Constance Wilson · Montgomery Wilson · Canadá             | Frances Claudet · Chauncey Bangs · Canadá                 | Beatrix Loughran · Sherwin Badger · Estados Unidos    |
| Nova Iorque 1933 (detalhes)  | Constance Wilson-Samuel · Montgomery Wilson · Canadá      | Maud Smith · Jack Eastwood · Canadá                       | Kathleen Lopdell · Donald Cruikshank · Canadá         |
| Montreal 1935 (detalhes)     | Maribel Vinson · George Hill · Estados Unidos             | Constance Wilson-Samuel · Montgomery Wilson · Canadá      | Louise Bertram · Stewart Reburn · Canadá              |
| Boston 1937 (detalhes)       | Veronica Clarke · Ralph McCreath · Canadá                 | Maribel Vinson · George Hill · Estados Unidos             | Grace Madden · J. Lester Madden · Estados Unidos      |
| Toronto 1939 (detalhes)      | Joan Tozzer · Bernard Fox · Estados Unidos                | Norah McCarthy · Ralph McCreath · Canadá                  | Aidrie Cruikshank · Donald Cruikshank · Canadá        |
| Filadélfia 1941 (detalhes)   | Eleanor O'Meara · Ralph McCreath · Canadá                 | Donna Atwood · Eugene Turner · Estados Unidos             | Patricia Vaeth · Jack Might · Estados Unidos          |
| Nova Iorque 1945             | Não houve disputa de duplas                               | Não houve disputa de duplas                               | Não houve disputa de duplas                           |
| Ottawa 1947 (detalhes)       | Suzanne Morrow · Wallace Distelmeyer · Canadá             | Yvonne Sherman · Robert Swenning · Estados Unidos         | Karol Kennedy · Peter Kennedy · Estados Unidos        |
| Filadélfia 1949 (detalhes)   | Karol Kennedy · Peter Kennedy · Estados Unidos            | Marlene Smith · Donald Gilchrist · Canadá                 | Irene Maguire · Walter Muehlbronner · Estados Unidos  |
| Calgary 1951 (detalhes)      | Karol Kennedy · Peter Kennedy · Estados Unidos            | Janet Gerhauser · John Nightingale · Estados Unidos       | Jane Kirby · Donald Tobin · Canadá                    |
| Cleveland 1953 (detalhes)    | Frances Dafoe · Norris Bowden · Canadá                    | Carole Ann Ormaca · Robin Greiner · Estados Unidos        | Margaret Anne Graham · Hugh Graham · Estados Unidos   |
| Regina 1955 (detalhes)       | Frances Dafoe · Norris Bowden · Canadá                    | Carole Ann Ormaca · Robin Greiner · Estados Unidos        | Barbara Wagner · Robert Paul · Canadá                 |
| Rochester 1957 (detalhes)    | Barbara Wagner · Robert Paul · Canadá                     | Maria Jelinek · Otto Jelinek · Canadá                     | Nancy Rouillard · Ronald Ludington · Estados Unidos   |
| Toronto 1959 (detalhes)      | Barbara Wagner · Robert Paul · Canadá                     | ?                                                         | ?                                                     |
| Filadélfia 1961 (detalhes)   | Maria Jelinek · Otto Jelinek · Canadá                     | Maribel Owen · Dudley Richards · Estados Unidos           | Debbi Wilkes · Guy Revell · Canadá                    |
| Vancouver 1963 (detalhes)    | Debbi Wilkes · Guy Revell · Canadá                        | Gertrude DesJardins · Maurice LaFrance · Canadá           | Vivian Joseph · Ronald Joseph · Estados Unidos        |
| Rochester 1965 (detalhes)    | Vivian Joseph · Ronald Joseph · Estados Unidos            | Cynthia Kauffman · Ronald Kauffman · Estados Unidos       | Susan Huehnergard · Paul Huehnergard · Canadá         |
| Montreal 1967 (detalhes)     | Cynthia Kauffman · Ronald Kauffman · Estados Unidos       | Susan Berens · Roy Wagelein · Estados Unidos              | Betty Jean Lewis · Richard Gilbert · Estados Unidos   |
| Oakland 1969 (detalhes)      | Cynthia Kauffman · Ronald Kauffman · Estados Unidos       | JoJo Starbuck · Ken Shelley · Estados Unidos              | Mary Petrie · Robert McAvoy · Canadá                  |
| Peterborough 1971 (detalhes) | JoJo Starbuck · Ken Shelley · Estados Unidos              | Melissa Militano · Mark Militano · Estados Unidos         | Sandra Bezic · Val Bezic · Canadá                     |

### Dança no gelo
| Evento                       | Ouro                                             | Prata                                                | Bronze                                              |
| Ottawa 1947 (detalhes)       | Lois Waring · Walter Bainbridge · Estados Unidos | Anne Davies · Carleton Hoffner · Estados Unidos      | Marcella Willis · Frank Davenport · Estados Unidos  |
| Filadélfia 1949 (detalhes)   | Lois Waring · Walter Bainbridge · Estados Unidos | Irene Maguire · Walter Muehlbronner · Estados Unidos | Anne Davies · Carleton Hoffner · Estados Unidos     |
| Calgary 1951 (detalhes)      | Carmel Bodel · Edward Bodel · Estados Unidos     | Carol Ann Peters · Daniel Ryan · Estados Unidos      | Pierette Paquin · Donald Tobin · Canadá             |
| Cleveland 1953 (detalhes)    | Carol Ann Peters · Daniel Ryan · Estados Unidos  | Virginia Hoyns · Donald Jacoby · Estados Unidos      | Carmel Bodel · Edward Bodel · Estados Unidos        |
| Regina 1955 (detalhes)       | Carmel Bodel · Edward Bodel · Estados Unidos     | Joan Zamboni · Roland Junso · Estados Unidos         | Virginia Hoyns · William Kipp · Estados Unidos      |
| Rochester 1957 (detalhes)    | Geraldine Fenton · William McLachlan · Canadá    | Joan Zamboni · Roland Junso · Estados Unidos         | Sharon McKenzie · Bert Wright · Estados Unidos      |
| Toronto 1959 (detalhes)      | Geraldine Fenton · William McLachlan · Canadá    | Andree Jacoby · Donald Jacoby · Estados Unidos       | Anne Martin · Edward Collins · Canadá               |
| Filadélfia 1961 (detalhes)   | Virginia Thompson · William McLachlan · Canadá   | Dona Lee Carrier · Roger Campbell · Estados Unidos   | Paulette Doan · Kenneth Ormsby · Canadá             |
| Vancouver 1963 (detalhes)    | Paulette Doan · Kenneth Ormsby · Canadá          | Donna Mitchell · John Mitchell · Canadá              | Sally Schantz · Stanley Urban · Estados Unidos      |
| Rochester 1965 (detalhes)    | Lorna Dyer · John Carrell · Estados Unidos       | Kristin Fortune · Dennis Sveum · Estados Unidos      | Carole Forrest · Kevin Lethbridge · Canadá          |
| Montreal 1967 (detalhes)     | Lorna Dyer · John Carrell · Estados Unidos       | Joni Graham · Don Phillips · Canadá                  | Judy Schwomeyer · James Sladky · Estados Unidos     |
| Oakland 1969 (detalhes)      | Donna Taylor · Bruce Lennie · Canadá             | Judy Schwomeyer · James Sladky · Estados Unidos      | Debbie Gerken · Raymond Tiedemann · Estados Unidos  |
| Peterborough 1971 (detalhes) | Judy Schwomeyer · James Sladky · Estados Unidos  | Anne Millier · Harvey Millier · Estados Unidos       | Mary Karen Campbell · Johnny Johns · Estados Unidos |

### Quartetos
| Evento                      | Ouro                                                                                        | Prata                                                                                   | Bronze                                                                             |
| Ottawa 1923 (detalhes)      | Elizabeth Blair · Florence Wilson · Philip H. Chrysler · C.R. Morphy · Canadá               | nenhum outro competidor                                                                 | nenhum outro competidor                                                            |
| 1925–1929                   | Não houve disputa de quartetos                                                              | Não houve disputa de quartetos                                                          | Não houve disputa de quartetos                                                     |
| Ottawa 1931 (detalhes)      | Frances Claudet · Kathleen Lopdell · Melville Rogers · Guy Owen · Canadá                    | ?                                                                                       | Elizabeth Fisher · ? · ? · ? · Canadá                                              |
| Nova Iorque 1933 (detalhes) | Margaret Davis · Prudence Holbrook · Melville Rogers · Guy Owen · Canadá                    | Constance Wilson-Samuel · Elizabeth Fisher · Montgomery Wilson · Hubert Sprott · Canadá | ?                                                                                  |
| Montreal 1935 (detalhes)    | Margaret Davis · Prudence Holbrook · Melville Rogers · Guy Owen · Canadá                    | ?                                                                                       | ?                                                                                  |
| Boston 1937 (detalhes)      | Margaret Davis · Prudence Holbrook · Melville Rogers · Guy Owen · Canadá                    | Naomi Slater · Aidrie Cruikshank · Jack Hose · Donald Cruikshank · Canadá               | ?                                                                                  |
| Toronto 1939 (detalhes)     | Dorothy Caley · Hazel Caley · Ralph McCreath · Montgomery Wilson · Canadá                   | Gillian Watson · Ruth Hall · Sandy McKechnie · Donald Gilchrist · Canadá                | Nettie Prantel · Marjorie Parker · Joseph Savage · George Boltres · Estados Unidos |
| Filadélfia 1941 (detalhes)  | Janette Ahrens · Mary Louise Premer · Robert Uppgren · Lyman Wakefield Jr. · Estados Unidos | Therese McCarthy · Virginia Wilson · Donald Gilchrist · Michael Kirby · Canadá          | ?                                                                                  |
| 1945–1947                   | Não houve disputa de quartetos                                                              | Não houve disputa de quartetos                                                          | Não houve disputa de quartetos                                                     |
| Filadélfia 1949 (detalhes)  | Janet Gerhauser · Marilyn Thomsen · Marlyn Thomsen · John Nightingale · Estados Unidos      | Mary Kenner · Vera Smith · Peter Dunfield · Peter Firstbrook · Canadá                   | ?                                                                                  |
| 1951–1971                   | Não houve disputa de quartetos                                                              | Não houve disputa de quartetos                                                          | Não houve disputa de quartetos                                                     |